# Droga wojewódzka 337
Die Droga wojewódzka 337 (DW 337) ist eine einen Kilometer lange Droga wojewódzka (Woiwodschaftsstraße) in der polnischen Woiwodschaft Niederschlesien, die den Bahnhof Wrocław Pracze in Wrocław mit der Droga wojewódzka 336 verbindet. Die Strecke liegt in der kreisfreien Stadt Wrocław.

## Streckenverlauf
Woiwodschaft Niederschlesien, Kreisfreie Stadt Wrocław
-  Wrocław (A 4, A 8, S 5, S 8, DK 5, DK 35, DK 94, DK 98, DW 320, DW 322, DW 327, DW 336, DW 342, DW 347, DW 349, DW 356, DW 359, DW 362, DW 395, DW 452, DW 453, DW 455)